# Романувка (Сім'ятицький повіт)
Романувка (пол. Romanówka) — село в Польщі, у гміні Сім'ятичі Сім'ятицького повіту Підляського воєводства.
Населення — 240 осіб (2011).
У 1975-1998 роках село належало до Білостоцького воєводства.

## Демографія
Демографічна структура станом на 31 березня 2011 року:
|          | Загалом | Допрацездатний вік | Працездатний вік | Постпрацездатний вік |
| -------- | ------- | ------------------ | ---------------- | -------------------- |
| Чоловіки | 125     | 26                 | 75               | 24                   |
| Жінки    | 115     | 25                 | 54               | 36                   |
| Разом    | 240     | 51                 | 129              | 60                   |